# Madonna dell'Arco
Madonna dell'Arco è una frazione del comune di Sant'Anastasìa, .

Pur formalmente costituendo ancora una frazione, a causa della forte urbanizzazione degli ultimi trent'anni Madonna dell'Arco si è completamente congiunta con il capoluogo comunale, divenendone sostanzialmente un quartiere.

La zona riveste un ruolo fondamentale per l'intero comune per motivi religiosi, economici e turistici.

## Storia
Prima del XVI secolo l'area dove oggi sorge Madonna dell'Arco era una zona periferica a vocazione agricola, in cui erano presenti poche abitazioni. Dove oggi sorge il santuario che dà il nome alla frazione vi era un'edicola che raffigurava la Madonna con Gesù Bambino.
Si dice che fu un miracolo legato all'edicola di questa Madonna che ha dato fama ed impulso alla zona fino alla costruzione dell'edificio sacro. Da questo momento in poi Madonna dell'Arco assumerà sempre più importanza e non di rado ciò darà  vita a piccoli scontri tra i padri domenicani che operano nel santuario e l'amministrazione centrale anastasiana.

Oggi la forte urbanizzazione ha quasi del tutto unificato l'agglomerato di Madonna dell'Arco con quello del capoluogo comunale; inoltre la frazione è diventata per alcuni versi luogo di ritrovo sia per la sua popolazione che per le zone limitrofe.

## Toponimo
Il toponimo deriva dall'edicola sacra della Madonna alla quale viene aggiunto la specifica dell'Arco discendente dalla probabile presenza di un antico acquedotto romano; tale specifica è tipica di tutta la zona (ad esempio Pomigliano d'Arco, località Arcopinto di Afragola ecc.). La stessa località in cui sorge l'odierna Madonna dell'Arco era conosciuta come contrada Archi (fa parte di Madonna dell'Arco anche la contrada Romani).

## Società

### Religione
Madonna dell'Arco, ospitando il suo omonimo santuario ha un peso religioso di considerevole entità poiché il suo edificio è il secondo santuario più frequentato della Campania dopo quello di Pompei. In particolare il lunedì in albis, ricorrenza che celebra appunto Santa Maria dell'Arco, il quartiere si riempie di devoti chiamati fujenti che vengono da ogni angolo della regione. In ragione di questa fama il municipio anastasiano ha per un certo periodo affiancato all'assessorato alla cultura, la valorizzazione del territorio in chiave religiosa (oggi il nome completo è assessorato alla cultura e alla cittadella mariana).

## Monumenti e luoghi d'interesse
- Santuario della Madonna dell'Arco
- Villa Tortora Brayda (la villa con il giardino attrezzato)
- Piazza Madonna dell'Arco

## Viabilità e trasporti
La strada statale del Vesuvio per chi da Angri marcia verso Napoli presenta l'uscita di Madonna dell'Arco che la collega in maniera diretta con il quartiere. Nel verso opposto tale uscita è stata aperta nel giugno del 2022, rendendo così possibile il collegamento a Napoli tramite un’uscita diretta nel quartiere senza servirsi dell’uscita di Sant’Anastasia.
A pochi chilometri dalla zona si trova lo svincolo di Pomigliano d'Arco sull'autostrada A16.
Il quartiere è inoltre servito dalla Circumvesuviana mediante la fermata omonima. (Vedi stazione di Madonna dell'Arco)